# عثمان سیس
عثمان سیس (انگلیسی: Ousmane Cisse؛ زادهٔ ۲۰ اکتبر ۱۹۸۲) بازیکن بسکتبال اهل مالی است.
از باشگاه‌هایی که در آن بازی کرده‌است می‌توان به هارلم گلوبتراترز اشاره کرد.